# كاسيان الطنجي
كاسيان الطنجي أو قس طنجة[بحاجة لمصدر] أو كاسيان قديس طنجة[بحاجة لمصدر] (بالإنجليزية: Saint Cassian of Tangier) هو قديس مسيحي من القرن الثالث، وتروي الحكايات المسيحية أنه تم قطع رأسه يوم 3 دجنبر سنة 298م، في عهد الٳمراطور الروماني ديوكلتيانوس. وتعتبره الكنيسة الكاثوليكية والكنيسة الأرثوذكسية من شهداء المسيحية.

## مقتله
بجانب كونه قديساً، كان كاسيان كاتبا في محكمة طنجة. رفض تسجيل إجراءات المحكمة أثناء الحكم على مارسيليوس الطنجي بالٳعدام، ثم حطم قلمه وألواحه على الأرض احتجاجًا على هذا القرار. أدى هذا التصرف ٳلى ٳغضاب أوريليوس أجريكولا قاضي هذه المحاكمة ونائب حاكم مقاطعة موريطنية الطنجية الرومانية، فأمر بإبعاده من المحاكمة وإلقائه في السجن على الفور. بعد ذلك تمت محاكمته، وقدم نفس الردود والتصريحات التي أدلى بها مارسيليوس، فثم إعدامه واستشهد بنفس الطريقة.

## ذكراه
تم تكريم كاسيان بداية من القرن الرابع، وأعتبر شهيدًا لدى المسيحيين. كتب برودينتيوس مقطع عن ذكرى ٳستشهاده بترنيمة ليبر بيريستفانون بالاتينية الشهيرة :
<<طنجة قطار غاضب، ٳحتفالية قبور الملوك المسيلية، أمم الرماد التي تسير بخطى ثابتة. كلها تحت نير المسيح>>
ويشير المقطع بشكل واضح إلى دعاية ثيودوسية تعكس ٳتخاد الطوائف الوثنية الأمازيغية القديمة ذكرى استشهاد كاسيان كطابع أفريقي تقليدي لها.
تحتفي الكنيسة الكاثوليكية يوم 3 دجنبر بذكرى إستشهاد كاسيان، بينما تدمج الكنيسة الإنجيلية البروتستانتية ذكراه مع مارسيليوس الطنجي يوم 28 أكتوبر.